# Людина і біосфера (програма МАБ)
Програма «Людина і біосфера» (англ. The Man and the Biosphere Programme (MAB)) — продовження Міжнародної біологічної програми ЮНЕСКО. Програма представляє план робіт для міждисциплінарних досліджень, покликаних поліпшити взаємодію людини з її природним оточенням. Основними цілями програми є визначення екологічних, соціальних та економічних наслідків від втрати біорізноманіття, а також скорочення таких втрат. Для своєї роботи програма використовує Всесвітню мережу біосферних резерватів.
Програму було створено в 1971 р., а вже в 1974 році (по базі даних програми в 1976 році в США був створений перший біосферний заповідник. У 1983 році пройшов перший міжнародний конгрес по біосферних заповідниках, який визначив план дій з досліджень та моніторингу, а також взаємодії з місцевими громадами. Севільську стратегію, було проголошено на конференції ЮНЕСКО в Севільї (Іспанія) в 1995 році. Вона підкреслювала важливість створення і управління біосферних заповідників і знайшла своє відображення в Мадридському плані дій, затвердженому на конференції в Мадриді в 2008 р..

## Історія
В кінці 60-х років XX століття зросла популярність ідеї про використання наукового підходу до проблеми збереження біорізноманіття, що знайшло своє відображення у створенні світової мережі природоохоронних зон, на базі якої стали розвиватися міжнародні програми співпраці та обміну. В 1970 р. на Генеральній конференції ЮНЕСКО було підтримано створення довгострокової міжурядової і міждисциплінарної програми «Людина і біосфера». Перше засідання Міжнародної Координаційної Ради (МКР), керуючої програмою, в листопаді 1971 року вважається днем заснування програми.
.

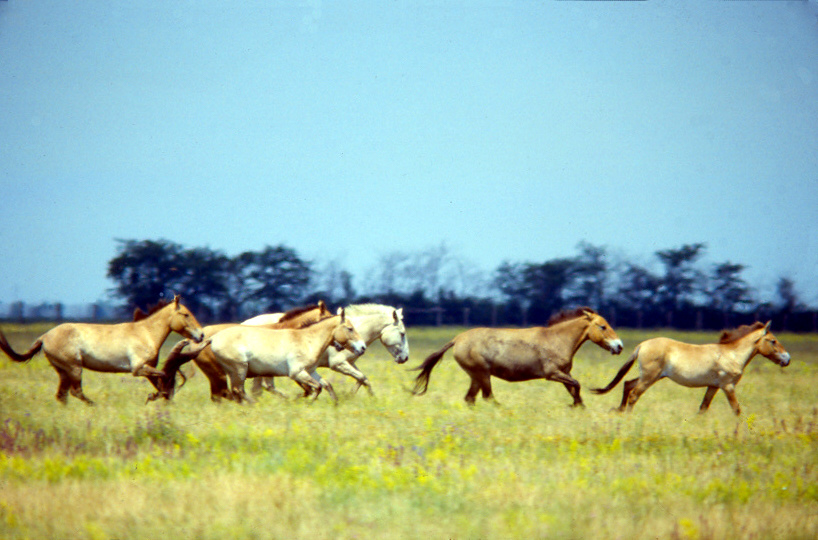
Біосферний заповідник «Асканія-Нова»

Ідея створення спеціальних зон, в яких можна займатися не тільки збереженням біологічного різноманіття, а й моніторингом екологічних процесів, з'явилася майже відразу. Фахівці ООН запропонували для біосферних заповідників концепцію зонування, яка полягає в створенні трьох спеціальних зон: ядро, буферна зона та перехідна зона, або зона співпраці з місцевим населенням. У 1974 році в США був заснований перший біологічний заповідник, основною діяльністю якого було проведення довгострокових досліджень. Перші біологічні заповідники відкривалися на базі вже існуючих особливо охоронюваних природних територій, де стали проводитися наукові дослідження під егідою МАБ. Відповідно, вони практично не виконували функції співробітництва і у них була відсутня перехідна зона.

## Дослідження
Збереження цінностей екосистем є основним завданням програми. В даному контексті людина є агресивним елементом системи. З ініціативи МКР ще на початку 1970-х років було проведено ряд досліджень, що визначають ступінь впливу людини на природні системи, які вивчають проблеми використання пестицидів, урбанізації тощо, в загальній складності 13 дослідницьких програм.

Діаграма кількості біосферних заповідників по регіонах.

Генеральна конференція ЮНЕСКО передбачає наступний підхід програми «Людина і біосфера» до своєї діяльності:
- Максимальне скорочення втрат біорізноманіття за рахунок використання відповідних наукових знань при прийнятті рішень;
- Підвищення рівня збереження довкілля за рахунок створення міжнародної мережі біосферних заповідників або резерватів;
- Збільшення взаємодії між культурною і біологічною різноманітністю.

З метою скорочення втрат біорізноманіття зроблений акцент на широкий спектр міждисциплінарних наук, включаючи екологічну, соціальну та економічну оцінку втрат і способів їх зменшення. Основою такого підходу є створення мережі наукових центрів для інтегрованого управління екосистемами. Особливу увагу програма приділяє пропаганді та розробці множинного підходу до сталого розвитку у вищих навчальних закладах та науково-дослідних інститутах.
Підвищення рівня збереження довкілля досягається шляхом побудови взаємозв'язку між збереженням біорізноманіття та соціо-економічним розвитком в контексті біосферних заповідників. Міжнародна мережа біосферних заповідників спільно з регіональними комітетами в цьому випадку є своєрідним двигуном для обміну знаннями та досвідом, для освітніх і дослідницьких програм та моніторингу, для прийняття спільних рішень. В рамках цього підходу відбувається створення міжнародних біосферних заповідників, посилення наукової бази (зокрема програма комплексного моніторингу біосферного заповідника англ. Biosphere Reserve Integrated Monitoring (BRIM)), підтримка регіональних і тематичних мереж в рамках програми.
В рамках збільшення взаємодії між культурним і біологічною різноманітністю особлива увага приділяється культурним ландшафтам та історичним об'єктам, зокрема об'єктів всесвітньої спадщини.

## Управління
Програма «Людина і біосфера» управляється Міжнародною Координаційною Радою і національними комітетами. МКР складається з 34 членів, які обираються раз на два роки на Генеральній конференції ЮНЕСКО. На кожній сесії генеральної конференції половина членів ради складає свої повноваження і обираються нові члени з тих же регіональних груп. Члени ради можуть бути переобрані. Крім того, проходять вибори голови ради та п'яти його заступників.
Засідання МКР проходять раз на два роки в штаб-квартирі ЮНЕСКО в Парижі. Кожен представник має право одного голосу, проте він може надіслати для участі в сесії будь-яку кількість експертів. Крім того, в засіданнях можуть брати участь члени ЮНЕСКО, які не входять до ради, а також представники цілого ряду міжнародних організацій під егідою ООН і ЮНЕСКО. В перервах між засіданнями ради програма управляється спеціальним бюро, до складу якого номінуються представники всіх геополітичних регіонів ЮНЕСКО.
Завданнями ради є:
- Керівництво і спостереження за програмою «Людина і біосфера»;
- Огляд змін, що відбулися в результаті дії програми (на підставі звітів національних комітетів);
- Рекомендації дослідним групам і пропозиції щодо створення регіональних і міжнародних груп;
- Визначення пріоритетних проектів у рамках програми;
- Координація роботи міжнародних дослідницьких груп країн-учасниць;
- Координація співпраці з іншими міжнародними науковими програмами;
- Проведення консультацій з міжнародними неурядовими організаціями з наукових і технічних питань.

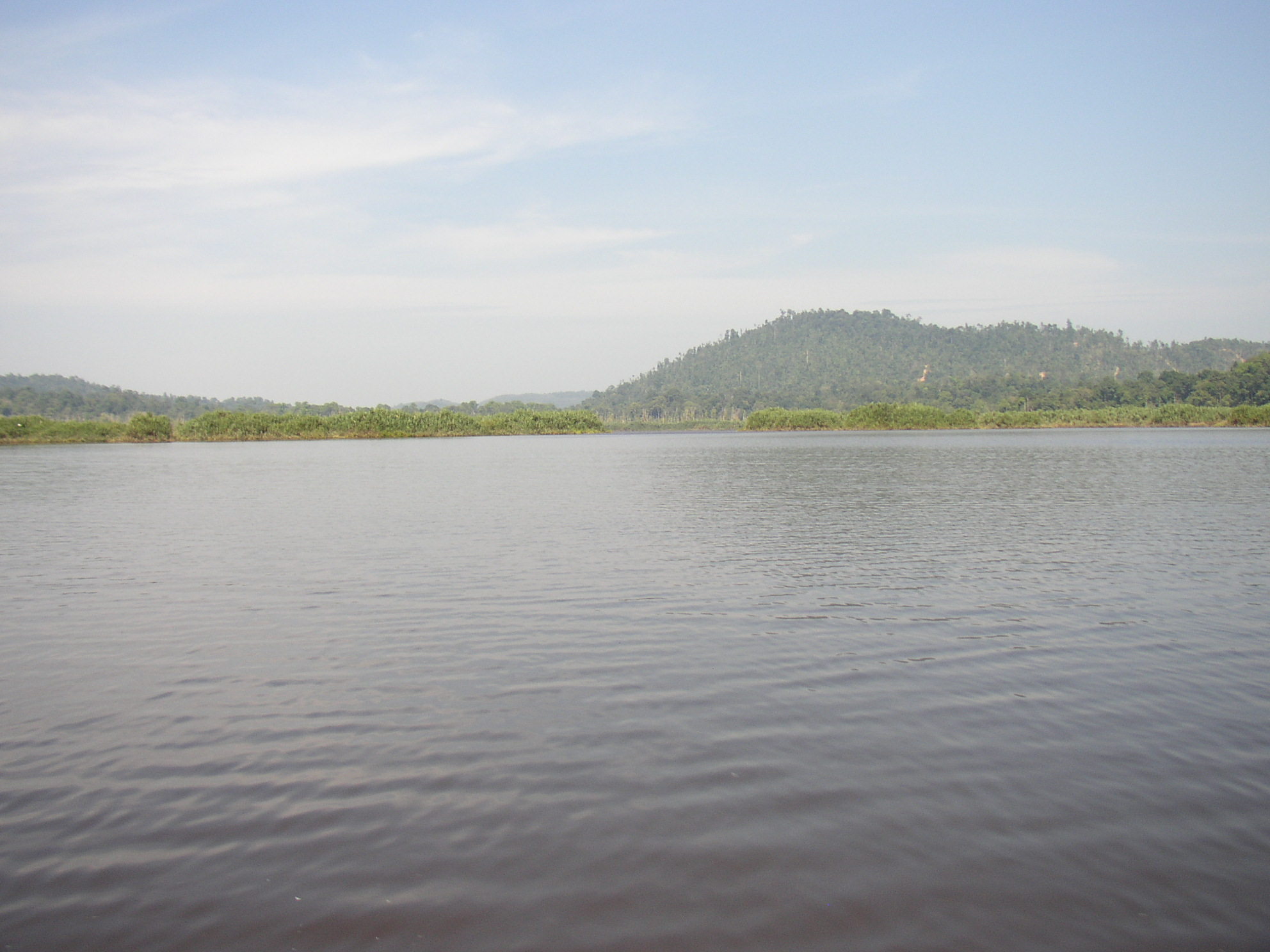
Озеро Чіні. Перший біосферний заповідник Малайзії, заснований в 2009 році.

Фактично, Міжнародна Координаційна Рада приймає рішення щодо створення нових біосферних заповідників і дає рекомендації на підставі періодичних звітів про роботу діючих заповідників.